# ウォーリー山口
ウォーリー山口（Yusuke "Wally" Yamaguchi、本名：山口 雄介（やまぐち ゆうすけ）、1958年5月5日 - 2019年3月10日）は、日本のプロレス関係者。東京都港区出身。

## 来歴
日本スポーツ出版社発行のプロレス専門誌『月刊ゴング』および『週刊ゴング』のライター（ピラニア山口のペンネームを使用）を経て、レフェリー、マネージャー、コメンテーターなどで幅広く活躍する。
ヒールのマネージャーとしては、1990年代にインディー団体においてミスター・トヨタ（Mr. Toyota）を名乗り、みちのくプロレスのデルフィン軍（スペル・デルフィン、新崎人生、愚乱・浪花）などを担当。顔にペイントを施し、WARではミッシング・リンクとも共闘した。1998年にはヤマグチ・サン（Yamaguchi-San）の名義でWWFに登場し、カイエンタイのマネージャーを務めた。
1999年から2000年にかけては、ブッカーとしてインディー団体『世界のプロレス』を主宰。ビル・アーウィン 、バリー・ダーソウらを招聘した。2000年7月には、プロレスリング・ノアとの分裂騒動で選手やスタッフが大量離脱した全日本プロレスにレフェリーとして参加した。
2017年12月、脳梗塞により緊急入院。そのまま闘病生活を送っていたが、2019年3月10日、60歳で死去。

## 家族
伯父（父・山口昭の兄）は作家の山口瞳。
実弟のシュン山口は、2020年3月までWWEネットワークのPPV特番の、2023年10月からはABEMAでのWWE中継の日本語版実況を務めている。
息子の山口橋之介は、ウォーリー没後の2019年9月19日に行われたTCW新宿FACE大会において、「HASHINOSUKE」のリングネームでプロレスラーとしてデビューしている（後にローマ字から漢字の「橋之介」に表記を戻した）。